# Goriče, Postojna
Goriče este o localitate din comuna Postojna, Slovenia, cu o populație de 73 de locuitori.